# Tobing Tinggi Ub
Tobing Tinggi Ub is een bestuurslaag in het regentschap Padang Lawas Utara van de provincie Noord-Sumatra, Indonesië. Tobing Tinggi Ub telt 443 inwoners (volkstelling 2010).